# Marie-Florence Gros
Pour les articles homonymes, voir Gros.
Marie-Florence Gros est une artiste française, auteure, parolière, romancière, née à Valence (France).
Elle a créé la galerie photo La Galerie, Paris 1839 à Hong Kong en 2014.

## Formation
Marie-Florence Gros est titulaire d'un doctorat de Lettres (Paris Sorbonne), sur La théâtralité des dialogues non dramatiques de Diderot ». En travaillant sur Le Neveu de Rameau, Jacques le Fataliste, et les autres dialogues non dramatiques de Diderot, elle se passionne pour le théâtre et elle s'intéresse aux problèmes de la conscience et du temps,. Elle est aussi ancienne élève d'HEC.
Elle travaille plusieurs années en tant que consultante en organisation, et crée une formule de travail en tandem avec Johanne Renaudie pour mener de front ses activités artistiques.
Adulte, elle a vécu quatre ans au Portugal, pour lequel elle garde une attache culturelle profonde. Elle y avait souvent séjourné enfant avec ses parents, qui lui avaient également fait parcourir l'Asie, où elle vit  depuis 2014.
Enfant, elle vit entre le Gard et l'Ardèche, voyage beaucoup pour suivre ses parents qui l'emmènent dans leurs déplacements. Elle manque abondamment l'école jusqu'à ses douze ans. Elle est la dernière d'une famille de cinq enfants, et la sœur du romancier Jean-Léo Gros.
Marie-Florence Gros est conseillère municipale de la commune de La Cadière-et-Cambo de 2001 à 2014.

## Œuvre

### Littérature
Son premier roman, Tout contre aux Éditions Héloïse d'Ormesson (février 2010), met en parallèle deux cavales très différentes, mais étrangement liées, celle des héros et celle de deux jeunes filles prises dans les réseaux de la mafia.

« Nestor lutte contre un trafic de filles de l’Est ; Andréa est écrivain. Les actes de l’un interfèrent dangereusement dans la vie de l’autre et réciproquement. Ils ne peuvent pas savoir que ce rien qui divise leurs mondes bouscule les lois de la physique et basculera leurs vies. Quand ils s’en rendent compte, ils n'ont qu’une issue : tenter de changer ce qui a déjà eu lieu. »

Marie-Florence Gros explore les genres avec un premier livre pour enfants, Histoires en Poudre, La Dentellière, 2015 et une nouvelle fantastique urbaine sur le chemin de fer de la petite ceinture, Passages in La Ville sur les Rails, Henri Dougier, 2016.
Marie-Florence Gros contribue à Dans le Ventre des Femmes, anthologie en mots et en images préfacée par Eve Ensler, sous la direction de Maïa Brami, 2012.

### Chanson
Claude Lemesle l'encourage à se lancer dans la chanson après avoir lu sa thèse. En 1996, elle écrit les paroles du générique Le Monde secret du Père Noël, coproduction franco-canadienne de 26 épisodes créée par Pascal Breton. En 1998, Patrick Bruel inclut dans son album Ensemble contre le Sida la chanson Demain. Une longue collaboration s'ensuit,. Elle participe aux albums de Patrick Bruel Ce soir on sort (2018), Lequel de Nous (2012), Des Souvenirs devant (2006), Entre-deux (2002), Juste Avant  (1999). Parmi les cinq titres qui portent sa signature dans l'album sorti en 2012, la chanson Maux d'Enfants est co-signée avec Patrick Bruel et le rappeur La Fouine. Elle écrit également pour Isabelle Boulay et Chanson Plus Bifluorée. Elle participe à la chanson représentant la France à l'Eurovision 2002 Il faut du temps interprétée par Sandrine François, la chanson reçoit le prix de la presse internationale. Elle participe à la chanson Et puis la Terre pour les victimes du Tsunami. Elle retrouve François Bernheim pour Qui a mérité ça ? interprétée par Magalie Vaé. En 2007, elle écrit les paroles la chanson Parle, Hugo, parle pour La Voix de l'Enfant, parrainée par Carole Bouquet, mise en musique par Nicolas Auvray et Mathieu Johann ; elle collabore à l'album personnel de ce dernier. Elle participe à l'écriture de l'album Je viens à toi de Donoré.
Dans l'émission d'Olivier Nahum, le Partage de Midi sur France Musique, elle revendique la chanson comme l'un des genres les plus contraignants et le compare au sonnet.

### Court-métrage
Marie-Florence Gros écrit Exécution et coordonne la production d'une comédie de 25 minutes réalisée par Cyril Delettre sur la peine de mort. Avec François Bernheim, Marie Barraud, Patrick Delage, Patrick Dross, et la participation d'Alexandra Kazan, Jacky Nercessian, Gwendal Peizerat. Musique de Jean-Marie Leau, 2012.

« Une présidente élue, un référendum, la peine de mort rétablie ; mais on a perdu le savoir-faire, on ne sait plus tuer, on recrute un bourreau. »

Même collaboration avec Cyril Delettre pour un deuxième court-métrage de 2 min 20 s, en 2013, Vous avez écrit ça pour moi ? Avec Philippe Dusseau, Bertrand Liebert, Chantal Baroin.
En 2018, elle écrit le scenario d'un court-métrage de Dominique Lecuivre, Oscar et Robert.

### Texte et Photo
En octobre 2012, elle expose avec Cyril Delettre une œuvre mixte texte et photo, à la Galerie 59 à Paris, poursuivant ainsi un travail commencé avec l'exposition Paris/New York, Grandes Lignes, — photos de Cyril Delettre sur les grilles de la Gare de l'Est, Paris, 2011 (mécénat Gares et Connexions) — où elle proposait un parcours romanesque à travers 45 tirages.
En décembre 2014, elle crée à Hong Kong une galerie consacrée à la photographie (LA GALERIE, Paris 1839). Elle expose notamment, depuis son lancement en 2014,des artistes tels que Vincent Fournier, Zhang Kechun. Elle a organisé en tant que commissaire d'exposition l'exposition Mixed Colours, Rebirth, de l'association Enfants du Mékong qui réunissait 110 œuvres de 22 artistes.
En 2017, elle participe à Hong Kong à l'exposition de Cyril Delettre, Hi Fong !, roman photo, en tant qu'auteur. Elle écrit alors les deux versions, anglaise et française.

### Scène
Avec Claude Lemesle, elle participe aux débuts des Stylomaniaques à côté d'artistes comme Thierry Samitier, Pascal Assy, Sylvain Maillard, Sylvie Boisel. Soutenus par Jean-Louis Foulquier, ils font des spectacles à Paris, se produisent aux Francofolies et à travers la France ; pour la première fois, elle présente ses textes au public. Elle se spécialise dans les improvisations de chansons.
Elle participe avec Jean-Marie Leau aux « Voisins du Dessus », chorale interactive.
Avec Jean-Marie Leau, elle écrit ses propres chansons. Elle se produit en groupe et en solo. En collaboration avec Jean-Louis Hennequin, l'album Autrement Dit voit le jour en 2007.
Sous le nom de Mali Rochevive elle enregistre un album avec ses chansons personnelles, Autrement dit, et tourne deux clips : Le Bonheur, Pardon.
Elle écrit la chanson-emblème de Ni putes ni soumises, Sans appel, présentée à l'Université d'automne 2007. Cette chanson évoque la situation des femmes partout dans le monde. Un clip est réalisé par Cyril Delettre avec des photos de grands reporters de presse comme Marta Nascimento et Cyril Delettre.
Les musiques de Mali Rochevive sont signées Jean-Louis Hennequin, Jean-Marie Leau, les textes, Marie-Florence Gros.

## Publications
- Oscar et Robert, court-métrage, 2019.
- Voir la Lumière. Réflexions au bout de ma laisse. Exposition et livre, HK, 2017.
- How to see the light, walk the dog. Exposition et livre, HK, 2017.
- Passages in La Ville sur les Rails, Henri Dougier, 2016.
- Histoires en Poudre, La Dentellière, 2015.
- Vous avez écrit ça pour moi, court-métrage, 2013.
- Dans le Ventre des Femmes, anthologie en mots et en images préfacée par Eve Ensler, sous la direction de Maïa Brami, 2012.
- Exécution, court-métrage, 2012.
- Tout Contre, Éditions Héloïse d'Ormesson, 2010

## Discographie

### Patrick Bruel
Chansons écrites ou co-écrites : 
- Louise
- Mon repère
- Maux d'enfants
- Où es-tu ?
- Les larmes de leurs pères
- Je serai là pour la suite
- J'aurais chanté peut-être
- Vous
- Où vont les rêves ?
- À contre-temps
- Juste avant
- Peur de moi
- Nunca mas
- Elle voulait tout
- Au bout de la marelle
- Trois ans et demi d'amour
- Voleur de temps
- À cause d'Elle
- Demain (Album Ensemble contre le Sida)

### Isabelle Boulay
Chansons écrites ou co-écrites :
- Un Jour ou l'autre
- Où tu t'en vas?

### Chanson Plus
- Peinture à carreaux
- Les femmes aux parapluies
- Les zootomobilistes
- Heureux comme un poisson
- Petit déjeuner au lit
- Boys
- Le meilleur moment de la journée

### Collectifs d'artistes
- Et puis la Terre (collectif A.S.I.E.)
- Parle, Hugo, Parle (Association La Voix de l'enfant)

### Mali Rochevive
- Autrement dit, inclus : Le bonheur, Pardon, Sans appel